# 喇秉礼
喇秉礼（1935年12月—），男，回族，青海湟源人，中华人民共和国政治人物。曾任青海省政府副省长、青海省人大常委会常务副主任，第九届全国人大代表。